# Ескадрені міноносці типу Q та R
Ескадрені міноносці типу Q та R (англ. Q and R-class destroyer) — клас військових кораблів із 16 ескадрених міноносців, що випускалися британськими суднобудівельними компаніями з 1940 по 1943 роки. Ескадрені міноносці цього типу входили до складу Королівських військово-морських флотів Великої Британії, Австралії, Нідерландів та Індії й брали активну участь у боях Другої світової війни; у морських боях та битвах втрачено 2 кораблі цього типу («Квентін» і «Квейл»).
Кораблі, що замовлялися починаючи з вересня 1940, стали черговою партією есмінців зі 112, що будувалися за «Надзвичайною воєнною програмою» (англ. War Emergency Programme) й стали, так званими, 3-ю та 4-ю Надзвичайними флотиліями британського флоту.

## Дизайн та конструкція

### Проєкт
Ескадрені міноносці типу Q та R за задумом розробників-судобудівельників повторювали дизайн есмінців типу O та P, однак корпус кораблів був дещиця більше ніж у попередників і повторював міноносці типу J, K і N для того, щоб задовільняти потреби загальної водотоннажності есмінців, що зростала. Основна корабельна зброя була меншою за калібром, ніж у цих кораблях, а бункери під боєприпаси визволили під додаткові паливні ємності. Це дозволили есмінцям типу Q та R перебувати у поході без дозаправлення на відстань до 4 675 морських миль, що було значно більше ніж у есмінців типу J, K і N.

### Конструкція
Есмінці типу Q та R мали корпус загальною довжиною між перпендикулярами 109,2 м м, бімс — 10,9 м та осадку між 2,7 до 3,43 м у залежності від навантаження. Водотоннажність бойового корабля становила стандартна — 1 720 довгих тонн та повна — 2 449 тонн відповідно.
Головна енергетична установка включала в себе три триколекторні Адміралтейських котли Yarrow з пароперегрівником і два одноступінчатих редуктори, дві парових турбіни Brown-Curtis. Дві турбіни (високого і низького тиску) і редуктор становили турбозубчатий агрегат. Розміщення ГЕУ — лінійне. Котли розміщувалися в ізольованих відсіках, турбіни — в загальному машинному відділенні, при цьому були відокремлені від турбін водонепроникною перегородкою.
Проєктна потужність становила 40 000 к. с. (20 000 кВт), що мало забезпечити максимальну швидкість ходу (при повному навантаженні) в 36 вузлів (67 км/год). Запас палива зберігався в паливних танках, ємністю 615 тонн мазуту, що забезпечувало дальність плавання 4675 морських миль (8658 км) 20-вузловим ходом (37 км/год).
Корабельна артилерія головного калібру (ГК) есмінців: чотири 120-мм універсальних швидкострільних гармат QF Mk.XII з довжиною ствола 45 калібрів у поодиноких баштах типу CP Mk.XVIII 'A', 'B', 'X', та 'Y', загальною вагою до 9,54 тонни кожна. Башти розміщувалися по центральній осі корабля та утворювали дві передні й дві кормові вогневі позиції. Максимальний кут піднесення +40°, зниження на −10°. Кут горизонтального наведення установок становив 340°, мертва зона — 20°. Маса снаряда 22,7 кг, початкова швидкість — 808 м/с. Гармати мали швидкострільність 10-12 пострілів на хвилину на дальність — 15 520 м. Боєзапас становив 300 пострілів на ствол (200 — фугасних, 50 — осколкових з дистанційнім підривачем та 50 — освітлювальних). Живучість ствола — до 1400 пострілів.
Зенітне озброєння кораблів складалось з однієї зчетвереної установки 40-мм автоматичної зенітної гармати QF 2 Mk.VIII з боєзапасом 1800 снарядів на ствол. Також есмінці, крім «Робук» та «Рокет», мали на озброєнні по шість поодиноких установок Mk.III з 20-мм автоматичними швидкострільними зенітними гарматами «Ерлікон». «Робук» і «Рокет» мали по дві спарені та 4 — поодинокі установки таких зенітних гармат відповідно.
Торпедне озброєння складалося з двох потрійних 21-дюймових (533-мм) торпедних апаратів конструкції «Mk.XI», що розташовувалися в кормовій частині корпусу на осьовій лінії. Торпеди мали максимальну дальність 12 000 ярдів ходом до 20 вузлів. Боєголовка містила 322 кг TNT.
Протичовнове озброєння есмінців цього типу складалося з сонара «ASDIC», 45-70 глибинних бомб, 3-4 бомбоскидачів і двох бомбометів на кормі.

## Ескадрені міноносці типу Q та R

### Ескадрені міноносці типу «Q»
| Корабель   | Номер вимпелу                     | Виготовлювач                             | Закладено        | Спущено           | У строю           | Статус |
| ---------- | --------------------------------- | ---------------------------------------- | ---------------- | ----------------- | ----------------- | --- |
| «Квінборо» | G70                               | Swan Hunter & Wigham Richardson, Волсенд | 6 листопада 1940 | 16 січня 1942     | 15 вересня 1942   | У вересні 1945 переданий до складу Австралійських ВМС, у 1954 перероблений на протичовновий фрегат типу 15, а в 1966 — на навчальний корабель; проданий на металобрухт у 1975 році                                                                                   |
| «Квадрант» | G11                               | Hawthorn Leslie and Company, Геббурн     | 24 вересня 1940  | 28 лютого 1942    | 26 листопада 1942 | У жовтні 1945 переданий до складу Австралійських ВМС, у 1953 перероблений на протичовновий фрегат типу 15; розібраний на брухт у 1962 |
| «Квейл»    | G45                               | Hawthorn Leslie and Company, Геббурн     | 30 вересня 1940  | 1 червня 1942     | 7 січня 1943      | 15 листопада 1943 року підірвався на морській міні, встановленій німецьким підводним човном U-453 в Адріатичному морі; 18 травня 1944 року під час буксування до порту Таранто відірвався та затонув у затоці;                                                       |
| «Кволіті»  | G62                               | Swan Hunter & Wigham Richardson, Волсенд | 10 жовтня 1940   | 6 жовтня 1941     | 7 вересня 1942    | 8 жовтня 1945 переданий до складу Австралійських ВМС, у 1946 виведений до Резерву для подальшої модернізації у протичовновий фрегат типу 15, але через технічну несправність до строю не вводився; у квітні 1958 проданий на металобрухт компанії Mitsubishi Company |
| «Квентін»  | G78                               | J. Samuel White, Коуз                    | 25 вересня 1940  | 5 листопада 1941  | 15 квітня 1942    | 2 грудня 1942 року поблизу узбережжя Північної Африки був потоплений у наслідок повітряної атаки німецьких літаків Ju 88 |
| «Кіберон»  | G81                               | J. Samuel White, Коуз                    | 14 жовтня 1940   | 31 січня 1942     | 6 липня 1942      | Відразу після введення до строю переданий до складу Австралійських ВМС; після війни модернізований у протичовновий фрегат типу 15; 26 червня 1964 року виведений до резерву флоту; у лютому 1972 проданий на металобрухт                                             |
| «Квікматч» | G92                               | J. Samuel White, Коуз                    | 6 лютого 1941    | 11 квітня 1942    | 14 вересня 1942   | Переданий до складу Австралійських ВМС, у 1950 виведений до Резерву, у 1955 перероблений на протичовновий фрегат типу 15; згодом використовувався як корабель-плавуча казарма; розібраний на брухт у 1972                                                            |
| «Квіліам»  | G09 (лідер ескадрених міноносців) | Hawthorn Leslie and Company, Геббурн     | 19 серпня 1940   | 29 листопада 1941 | 22 жовтня 1942    | 21 листопада 1945 року переданий до складу Королівських ВМС Нідерландів та перейменований на «HNLMS Banckert»; у квітні 1952 року виведений зі складу флоту, 1 лютого 1957 розібраний на брухт                                                                       |

### Ескадрені міноносці типу «R»
| Корабель    | Номер вимпелу                     | Виготовлювач                                        | Закладено       | Спущено         | У строю           | Статус |
| ----------- | --------------------------------- | --------------------------------------------------- | --------------- | --------------- | ----------------- | --- |
| «Ротергам»  | H09 (лідер ескадрених міноносців) | John Brown & Company, Клайдбанк                     | 10 квітня 1941  | 21 березня 1942 | 27 серпня 1942    | У 1948 році проданий до складу ВМС Індії; уведений під ім'ям INS Rajput (D141); 1976 виведений зі складу індійського флоту                                                                                             |
| «Рейсхорс»  | H11                               | John Brown & Company, Клайдбанк                     | 25 червня 1941  | 1 червня 1942   | 30 жовтня 1942    | 8 грудня 1949 проданий на металобрухт |
| «Рейдер»    | H15                               | Cammell Laird, Беркенгед                            | 16 квітня 1941  | 1 квітня 1942   | 16 листопада 1942 | У серпні 1947 році виведений до резерву флоту; 1948 проданий до складу ВМС Індії; уведений під ім'ям INS Rana (D115); 1976 виведений зі складу індійського флоту; у 1979 — розібраний на брухт                         |
| «Репід»     | H32                               | Cammell Laird, Беркенгед                            | 16 червня 1941  | 16 липня 1942   | 25 лютого 1943    | Після війни модернізований у протичовновий фрегат типу 15; з 1954 до 1965 перебував у Резерві флоту; з 1972 використовувався як корабель-мішень; у 1981 році потоплений торпедами з підводного човна HMS «Онікс» (S21) |
| «Редут»     | H41                               | John Brown & Company, Клайдбанк                     | 19 червня 1941  | 2 травня 1942   | 1 жовтня 1942     | У 1946 році виведений до резерву флоту; 4 липня 1949 проданий до складу ВМС Індії; уведений під ім'ям INS Ranjit (D209); 1979 виведений зі складу індійського флоту та розібраний на брухт                             |
| «Релентлес» | H85                               | John Brown & Company, Клайдбанк                     | 20 червня 1941  | 15 липня 1942   | 30 листопада 1942 | З 1946 до 1949 рр. перебував у Резерві флоту; пізніше модернізований у протичовновий фрегат типу 15; з 1972 розібраний на металобрухт                                                                                  |
| «Рокет»     | H92                               | Scotts Shipbuilding and Engineering Company, Грінок | 14 березня 1941 | 28 жовтня 1942  | 4 серпня 1943     | У 1951 році перебудований на протичовновий фрегат типу 15; з 1967 розібраний на металобрухт |
| «Робак»     | H95                               | Scotts Shipbuilding and Engineering Company, Грінок | 19 червня 1941  | 10 грудня 1942  | 10 червня 1943    | У 1952 році перебудований на протичовновий фрегат типу 15; з 1968 розібраний на металобрухт |